# Frans (textil)
Frans är en avslutning på kanten av en väv där varptrådarna hänger kvar. Den allra vanligaste fransen är sannolikt trasmattans relativt obearbetade frans. Dock förutsätts att fransen på något sätt låser de sista inslagen i väven. En pärlknut är den ögla som slås om varptrådarna och föses upp mot kanten så långt man kan.
Varianter på den enkla fransen kan vara knutar som bildar mönster av olika slag. 
Fransen kan också drejas, det vill säga tvinnas, eller flätas med olika utformningar. Om varpen inte räcker till för att göra den frans man tänkt sig kan fransen kompletteras med extra trådar.

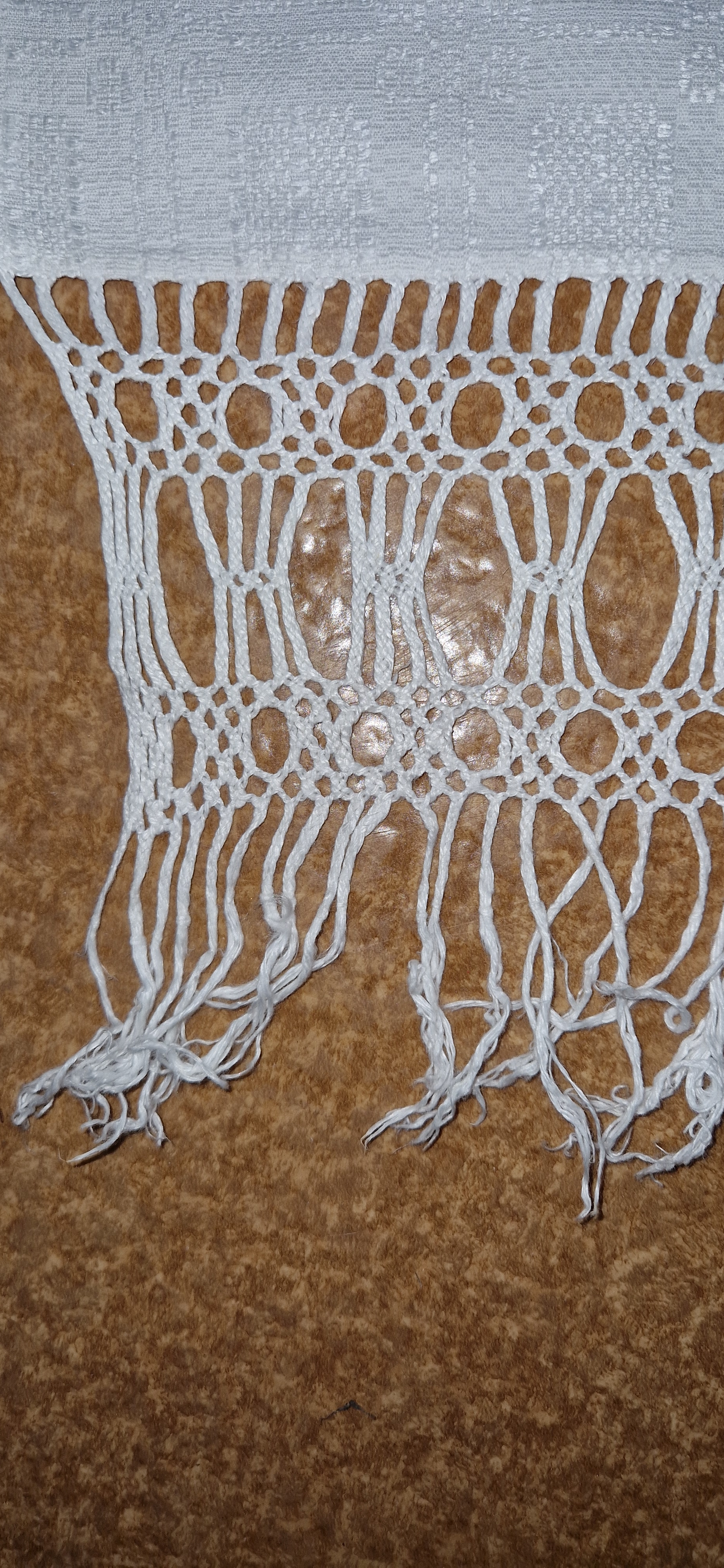
Fyrflätad frans på linneduk i daldräll
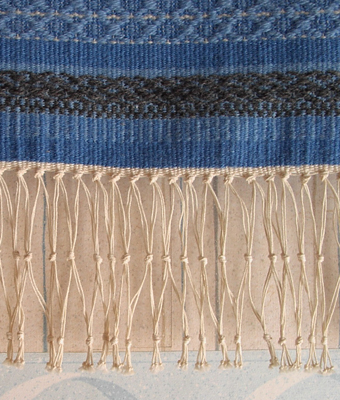
Knutmönstrad frans.
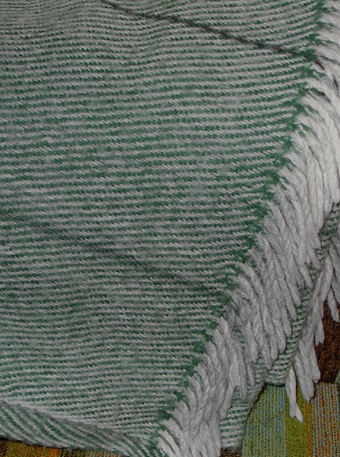
Drejad frans.
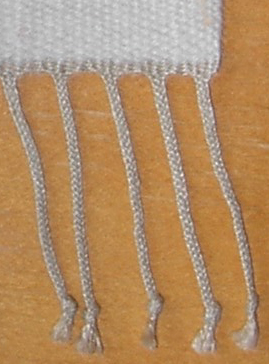
Femflätad linfrans.